# شهرستان مارشال (آیووا)
شهرستان مارشال، آیووا (به انگلیسی: Marshall County, Iowa) شهرستانی در ایالات متحده آمریکا است که در آیووا واقع شده‌است.